# Asialebra elongata
Asialebra elongata är en insektsart som först beskrevs av Kato 1929.  Asialebra elongata ingår i släktet Asialebra och familjen dvärgstritar.
Artens utbredningsområde är Taiwan. Inga underarter finns listade i Catalogue of Life.